# Grails (groupe)
Grails est un groupe américain de rock psychédélique et expérimental, originaire de Portland, Oregon.

## Histoire
Grails est formé sous le nom de Laurel Canyon en 1999 par le guitariste Alex Hall, le batteur Emil Amos (également de Holy Sons et Om) et le second guitariste Paul Spitz. Ils recueillent des réactions positives à la suite de leur premier concert, joué sur un coup de tête. Les musiciens de Portland Timothy Horner (violon) et Bill Slater (piano/basse) rejoignent plus tard le groupe pour enregistrer leur premier EP.
En octobre 2012, le groupe sort un split LP avec le groupe finlandais Pharaoh Overlord sur Kemado Records. La face Grails du LP s'appelle Black Tar Prophecies Vol. 5. Le groupe sort son album Chalice Hymnal le 17 février 2017, sur le label Temporary Residence,.
En 2023, Grails sort Anches En Maat, toujours sur Temporary Residence. L'album présente un son beaucoup plus inspiré des années 1980,. « Après 20 ans d'existence d'un groupe, il y a des choses que l'on a toujours voulu essayer et que l'on n'a jamais eu l'occasion d'aborder », déclare Emil Amos dans un communiqué.

## Discographie

### Albums studio
- 2003 - The Burden of Hope (Neurot Recordings)
- 2004 - Redlight (Neurot Recordings)
- 2007 - Burning Off Impurities (Temporary Residence Ltd.)
- 2008 - Take Refuge in Clean Living (Temporary Residence Ltd.)
- 2008 - Doomsdayer's Holiday (Temporary Residence Ltd.)
- 2011 - Deep Politics (Temporary Residence Ltd.)
- 2017 - Chalice Hymnal (Temporary Residence Ltd.)
- 2023 - Anches En Maat (Temporary Residence Ltd.)
- 2025 - Miracle Music (Temporary Residence Ltd.)

### Compilations
- 2006 - Black Tar Prophecies - Vol's 1, 2, & 3 (Compilation des EP éponymes) (Temporary Residence Ltd.)
- 2013 - Black Tar Prophecies - Vols. 4, 5 & 6 (Compilation des EP éponymes) (Temporary Residence Ltd.)